# Mileszyn
Mileszyn es una localidad del distrito de Głogów, en el voivodato de Baja Silesia (Polonia). Se encuentra en el suroeste del país, dentro del término municipal de Pęcław. Perteneció a Alemania hasta 1945.
- Datos: Q6851630